# アンソニー・ハルステッド
アンソニー・ジョージ・ハルステッド（Anthony George Halstead, 1945年6月18日 - ）は、イギリス出身の指揮者、ホルン奏者、ピアノ奏者。
マンチェスターの生まれ。チェザムズ音楽学校を経てマンチェスター音楽大学に進学し、ホルンをシドニー・コールストン、作曲をトマス・ピットフィールド、ピアノをアイソ・エリンソン、オルガンをロナルド・フロストに師事する。大学卒業後は、ホルンをジュリアン・ベイカー、ホレース・フィッツパトリック、マイロン・ブルームに、チェンバロをジョージ・マルコム、指揮法をジーン・フォーレル、マイケル・ローズ、チャールズ・マッケラスに学んだ。ホルン奏者として、ロンドン交響楽団の首席奏者をはじめ、イギリス室内管弦楽団やBBCスコティッシュ交響楽団などを渡り歩き、エンシェント室内管弦楽団やハノーヴァー・バンドとも演奏した。指揮者としては、1976年にエリザベス・ラッチェンスの『ワン・アンド・ザ・サム』の初演を指揮してデビューを果たし、ハノーヴァー・バンド、イギリス室内管弦楽団やオーストラリア室内管弦楽団などに客演している。